# Catedral de Cristo Rey (Belo Horizonte)
La Catedral Cristo Rey  (en portugués: Catedral Cristo Rei) Es un templo religioso católico, actualmente en construcción, situado en Belo Horizonte, Minas Gerais, Brasil. El edificio es el último proyecto del reconocido arquitecto Oscar Niemeyer para la ciudad y será es sede de la Arquidiócesis de Belo Horizonte.
La catedral está dedicada a Cristo Rey, de acuerdo con la elección del obispo Antonio dos Santos Cabral, que llegó a Belo Horizonte en 1922 para instalar la diócesis de la capital. La propuesta original para la localización catedral sería la Plaza de Milton Campos, en la parte superior de la Avenida Afonso Pena, en la región sur y central de Belo Horizonte, en un momento en que sólo había tres templos en Belo Horizonte: la Iglesia de Nuestra Señora del Buen Viaje, sede provisional de la diócesis, la Iglesia de San José y la Iglesia de Nuestra Señora del Rosario, sin embargo, el sitio escogido para el edificio fue una parcela en la avenida Cristiano Machado, en el norte de la ciudad.
El trabajo, financiado por donaciones, se inició en 2013 y su finalización está prevista para el año 2020.